# Prêmio Leo Hendrik Baekeland
O Prêmio Leo Hendrik Baekeland (em inglês:  Leo Hendrik Baekeland Award) é um prêmio concedido desde 1945 pela American Chemical Society (Seção Nova Jersey) a um químico com atuação nos Estados Unidos por química pura ou química industrial. O recipiente deve ter idade inferior a 40 anos.
O prêmio é dotado com 5.000 dólares e uma medalha de ouro. É uma homenagem a Leo Hendrik Baekeland, sendo concedido a cada dois anos. Foi inicialmente patrocinado pela Union Carbide.

## Laureados[1]
- 1945 Edwin Richard Gilliland
- 1947 Paul John Flory
- 1949 Eugene George Rochow
- 1951 Lewis Hastings Sarett
- 1953 Leo Brewer
- 1955 Robert Burns Woodward
- 1957 Bruno Hasbrouck Zimm
- 1959 Carl Djerassi
- 1961 Gilbert Stork
- 1963 Frank Albert Cotton
- 1965 Eugene van Tamelen
- 1967 George Andrew Olah
- 1969 Ronald Breslow
- 1971 Stuart Alan Rice
- 1973 Willis Flygare
- 1975 Christopher Spencer Foote
- 1977 Angelo Lamola
- 1979 Roy G. Gordon
- 1981 Barry Trost
- 1983 Henry Frederick Schaefer
- 1985 Alexander Pines
- 1987 Ben Sherman Freiser
- 1989 David A. Dixon
- 1991 Jacqueline Barton
- 1993 Stuart Schreiber
- 1995 Charles Lieber
- 1997 James W. Cowan
- 1999 Eric Jacobsen
- 2001 Chad Mirkin
- 2003 John Frederick Hartwig
- 2005 Younan Xia
- 2007 John Ashley Rogers
- 2009 Colin Nuckolls
- 2011 Peidong Yang
- 2013 Christopher Chang
- 2015 Sara Skrabalak[2]